# 獅頭山
獅頭山（しとうざん）は、台湾苗栗県に位置する標高491mの山である。山域は苗栗県、新竹県にまたがって獅頭山風景区に指定されている。輔天宮、勧化堂、開善寺、獅巌洞など仏教や道教の寺院が数多く建てられ、古くから霊域として知られている。